# Aulum
Avlum är en ort i Danmark.   Den ligger i Hernings kommun och Region Mittjylland,  240 km väster om Köpenhamn. Antalet invånare är 3 228.
Närmaste större samhälle är Holstebro, 15 km nordväst om Avlum.